# James Beckwourth

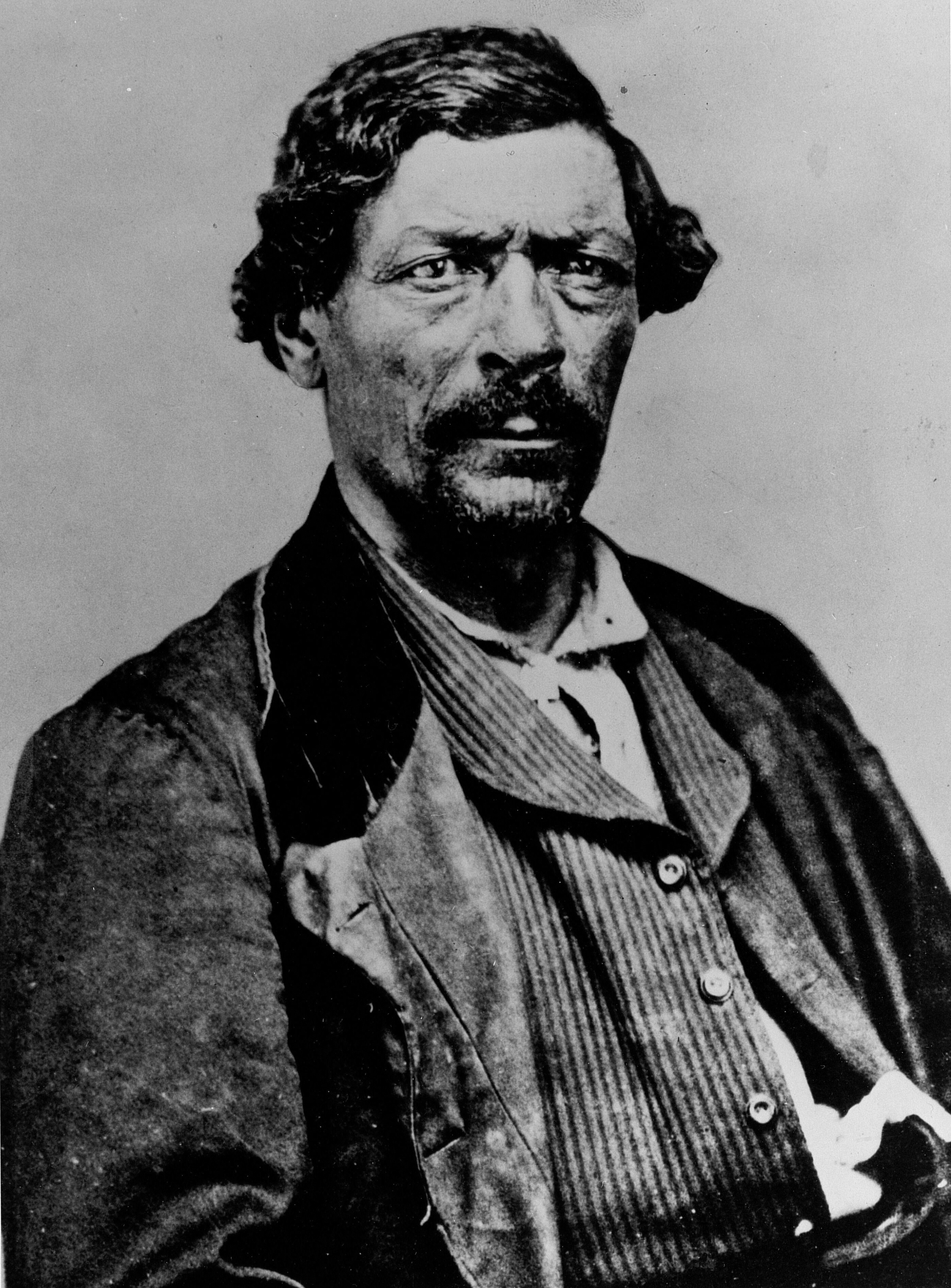
James Beckwourth.

James Pierson Beckwourth, Jim Beckworth o James P. Beckwith ( * 26 de abril de 1798, Virginia - 29 de octubre de 1866, Denver) fue un hombre rural de los Estados Unidos, recordado por su obra The Life and Adventures of James P. Beckwourth.
Nacido inmerso en la esclavitud de padre blanco y madre esclava, fue llevado por su progenitor a San Luis y puesto en libertad. Entre 1823 y 1824, fue contratado por expediciones comerciales que se dirigían hacia las Montañas Rocosas. Se casó con varias mujeres indígenas y vivió entre los Crow durante aproximadamente seis años.
En plena fiebre del oro de California, estableció una ruta comercial a través de la Sierra Nevada. Esta discurría a través del conocido como paso Beckwourth. Se trata del paso de montaña más bajo de la cordillera de Sierra Nevada, a una altitud de 1591 m. James P. Beckwourth mejoró lo que originalmente era un camino de nativos americanos hacia Sierra Valley y fundó el conocido desde entonces como sendero Beckwourth. A finales del verano de 1851, dirigió la primera caravana de colonos a lo largo de este camino hacia Marysville.
En California conoció a Thomas D. Bonner que en 1856 le publicó muchos de sus recuerdos e historias, reavivadas hoy en día en muchos textos para niños.
La novela de Leigh Brackett Sigue el viento libre, narra la vida aventurera de James P. Beckwourth, así como las tensiones entre la American Fur Company y la Rocky Mountain Fur Company y la conquista del Oeste por los colonos americanos. Su libro ganó el Spur Award, otorgado por la Asociación norteamericana de escritores de Western, a la mejor novela de 1963.
- Datos: Q1374280
- Multimedia: James Beckwourth / Q1374280